# Sezona Velikih nagrad 1921
Sezona Velikih nagrad 1921 je bila štirinajsta sezona Velikih nagrad, dirke niso bile povezane v prvenstvo. 

## Velike nagrade

### Grandes Épreuves
| Velika nagrada          | Dirkališče | Datum        | Zmag. dirkač | Zmag. moštvo | Poročilo |
| ----------------------- | ---------- | ------------ | ------------ | ------------ | -------- |
| Velika nagrada Francije | Le Mans    | 25. julij    | Jimmy Murphy | Duesenberg   | Poročilo |
| Velika nagrada Italije  | Brescia    | 4. september | Jules Goux   | Ballot       | Poročilo |

### Ostale Velike nagrade
| Velika nagrada           | Dirkališče   | Datum         | Zmag. dirkač     | Zmag. moštvo | Poročilo |
| ------------------------ | ------------ | ------------- | ---------------- | ------------ | -------- |
| Velika nagrada Garde     | Salò         | 22. maj       | Eugenio Silvani  | Bugatti      | Poročilo |
| Targa Florio             | Madonie      | 29. maj       | Giulio Masetti   | Maserati     | Poročilo |
| Indianapolis 500         | Indianapolis | 30. maj       | Thomas Milton    | Frontenac    | Poročilo |
| Velika nagrada Mugella   | Mugello      | 24. julij     | Giuseppe Campari | Alfa Romeo   | Poročilo |
| Coppa Florio             | Brescia      | 4. september  | Jules Goux       | Ballot       | Poročilo |
| Velika nagrada Montenera | Livorno      | 25. september | Corrado Lotti    | Ansaldo      | Poročilo |